# Pirates of the Caribbean: Salazars Rache
Pirates of the Caribbean: Salazars Rache (ugs.: Fluch der Karibik 5, Originaltitel: Pirates of the Caribbean: Dead Men Tell No Tales, int.: Pirates of the Caribbean: Salazar’s Revenge) ist der fünfte Film der Pirates-of-the-Caribbean-Saga. Als Hauptdarsteller ist erneut Johnny Depp als Captain Jack Sparrow zu sehen, während erstmals Joachim Rønning gemeinsam mit Espen Sandberg Regie führt. Der Film wurde 2015 ausschließlich in Australien gedreht und hatte am 11. Mai 2017 Premiere in Shanghai und am 25. Mai 2017 in Deutschland.

## Handlung
Kapitän Armando Salazar will sich an Captain Jack Sparrow rächen. Dieser ließ das verfolgende Schiff des einstigen Piratenjägers Salazar mit einem raffinierten Wendemanöver auf scharfe Klippen auflaufen. In der Teufelsdreieck genannten Bucht kamen durch explodierende Pulverfässer alle Seeleute ums Leben und waren dort durch einen Fluch als lebende Tote gefangen. Weil Jack unbedacht mit seinem Kompass eine Flasche Rum bezahlt, ist der Fluch gebrochen, der sie im Teufelsdreieck gefangen hielt und so können sie mit dem Wrack aus der Bucht segeln.
Zur gleichen Zeit befindet sich eine junge Frau namens Carina Smyth auf der Flucht. Diese wurde zum Tode verurteilt, weil die Leute glauben, sie sei eine Hexe. Tatsächlich ist sie Astronomin und sucht nach dem Dreizack Poseidons. Dabei lernt sie Henry Turner kennen, den jungen Sohn von William Turner, der auf dem Schiff „Flying Dutchman“ mit einem Fluch festgehalten wird. Als Henry hört, was Carina vorhat, schließt er sich ihr an, und bald finden sie auch Jack Sparrow in einem Verlies auf Saint Martin. Nachdem das Trio mithilfe von Jacks altbekannter Crew vor der geplanten Hinrichtung Jacks und Carinas fliehen kann, brechen sie auf, um auf hoher See den magischen Dreizack zu finden. Jack benötigt ihn, da nur dieser Salazar aufhalten kann, wohingegen Carina es als ihre Aufgabe versteht, den Dreizack mithilfe eines Buches ihres Vaters, den sie nie kennengelernt hat, zu finden. Henry möchte den Dreizack, da er in der Lage ist, alle Flüche zu brechen – also auch den seines Vaters.
Währenddessen versenkt Salazar nach und nach die mächtige Flotte Barbossas, der sich mittlerweile als Beherrscher der Meere versteht. Als Barbossa davon erfährt, macht er Salazar ein Angebot: Barbossa wird Jack Sparrow für Salazar finden und ihn ausliefern. Dafür hat Barbossa bis Sonnenaufgang Zeit. Tatsächlich orten Barbossa und Salazar mithilfe von Barbossas Kompass Jack auf einer Insel, auf die er sich gerade noch retten konnte, da Salazar kein Festland betreten kann, ohne zu sterben. Barbossa findet schließlich Jack, Henry und Carina und schließt sich ihnen an, um den Dreizack zu finden. Damit begeht er Verrat an Salazar, der daher nahezu Barbossas ganze Crew tötet. Um von der Insel fliehen zu können, befreit Barbossa die Black Pearl aus der Flasche, in der das Schiff seit Pirates of the Caribbean – Fremde Gezeiten eingesperrt war.
Gemeinsam stechen die Vier in See, dabei gibt Carina mit ihren astronomischen Kenntnissen und ihrem Buch den Weg vor. Salazar und ein Schiff der Royal Navy unter Lieutenant Scarfield nehmen die Verfolgung auf. Als die Black Pearl die Insel, auf der der Dreizack versteckt sein soll, fast erreicht hat, zerstört Salazar das Schiff der Royal Navy und nimmt Henry Turner gefangen, in dessen Körper er eintaucht, um an Land gehen zu können. Nach einem Kampf zwischen Salazar, Jack und Carina gelingt es ihnen mithilfe des kurz zuvor von Salazar befreiten Henry schließlich, Salazar, dessen Crew und alle anderen Verfluchten auf See von ihren Flüchen zu befreien, indem man den Dreizack zerstört. Da sich das ganze Geschehen auf dem Meeresboden innerhalb eines geteilten Meeres abgespielt hat und die See sich nach der Fluchaufhebung zu schließen beginnt, versuchen Barbossa und die Crew der Black Pearl mithilfe eines Ankers Jack, Henry und Carina zu retten. Dabei schafft es der nun sterbliche Salazar ebenfalls auf diesen Anker. Barbossa trifft die Entscheidung, sich insbesondere für Carina zu opfern, deren Vater er selbst ist, was ihr kurz vor seinem Sprung in die Tiefe durch die Tätowierung in Form eines Sternbildes auf seinem Unterarm offenbart wird. Er reißt Salazar mit sich, und beide werden vom sich schließenden Meer bedeckt.
Henry und Carina, die sich von nun an mit Familiennamen Barbossa nennt, kehren in ihre Heimat zurück, wo William, dessen Fluch ebenfalls gebrochen ist, am Horizont auftaucht und seinen seit Jahren nicht mehr gesehenen Sohn sowie seine geliebte Elizabeth in die Arme schließen kann. Jack Sparrow, der das Geschehen von der Black Pearl aus durch ein Fernrohr beobachtet, bricht mit seinem Kompass, der Richtung Horizont zeigt, zu neuen Abenteuern auf.
In einer Post-Credit-Szene ist zu sehen, wie Will Turner aus einem Traum aufschreckt, in dem Davy Jones an sein und Elizabeths Bett herantritt. Auf dem Boden sind jedoch Spuren (Seepocken), die andeuten, dass es nicht nur ein Traum war, was auf eine mögliche Fortsetzung anspielt.

## Produktion

### Entstehung
Im Januar 2013, knapp zwei Jahre nachdem der Vorgängerfilm Pirates of the Caribbean – Fremde Gezeiten in den Kinos gelaufen war, schrieb der Hollywood Reporter, dass Jeff Nathanson das Drehbuch zum fünften Film der Pirates-of-the-Caribbean-Reihe verfassen wird. Damit ist es der erste Film der Reihe, der nicht von Ted Elliott und Terry Rossio geschrieben wurde. Ende Mai 2013 wurden Joachim Rønning und Espen Sandberg als Regisseure bestätigt, was unter anderem auf die Oscar-Nominierung für ihren Film Kon-Tiki sowie das von Disney eingeschränkte Budget zurückzuführen ist. Nach dem Misserfolg des Films Lone Ranger (2013), mit dem das Studio rund 190 Millionen US-Dollar verloren hatte und der unter anderem von Gore Verbinski, Jerry Bruckheimer und Johnny Depp entwickelt wurde, wurde dem fünften Pirates of the Caribbean-Film erst 2014 die Produktionsfreigabe erteilt. Ein weiterer Grund der späten Freigabe waren Probleme mit dem Drehbuch. Die Veröffentlichung wurde schließlich für den 7. Juli 2017 angekündigt, also sechs Jahre nach dem Vorgängerfilm. Mit dem erfolgreichen Start von Star Wars: Das Erwachen der Macht in der Vorweihnachtszeit 2015 wurde auch dessen Nachfolger Star Wars: Die letzten Jedi von Mai auf Dezember 2017 verschoben. In der Folge hatte Disney den Starttermin in den Vereinigten Staaten für Salazars Rache auf den ursprünglichen Star-Wars-Termin am Memorial-Day-Wochenende gesetzt, also den 26. Mai 2017. Premiere feierte der Film bereits am 11. Mai 2017 in Shanghai. In Deutschland wurde der Film bereits ab dem 25. Mai gezeigt.

### Besetzung
Noch im August 2012, bevor die Vorproduktion für den Film begann und ein Jahr vor der Veröffentlichung des Vorgängerfilms, unterschrieb Johnny Depp für eine Gage von ca. 68 Millionen US-Dollar sein Engagement für einen fünften Pirates-of-the-Caribbean-Film. Zudem wurde er wie auch beim Vorgängerfilm für die Planungen des Films engagiert. Im Dezember 2014 wurde bestätigt, dass Geoffrey Rush erneut Hector Barbossa darstellen würde. Nachdem Orlando Bloom entschieden hatte, im vierten Teil der Reihe nicht als Will Turner zurückzukehren, bestätigte Disney am 15. August 2015 offiziell, dass er für den fünften Teil für diese Rolle wieder zur Verfügung stand. Bloom meinte, dass in Salazars Rache ein Schwerpunkt auf Turner und die Beziehung zu seinem Sohn gelegt wird.
Am 24. Januar 2015 wurde mit Kaya Scodelario, die die Figur Carina verkörpert, auch eine weibliche Führungsrolle gecastet. Als Antagonist besetzte man im Oktober 2014 die Rolle des Captain Salazar mit Javier Bardem.

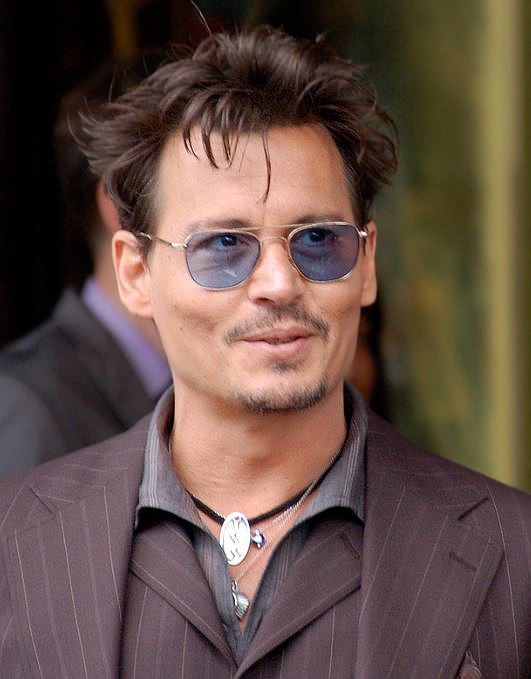
Johnny Depp als Captain Jack Sparrow
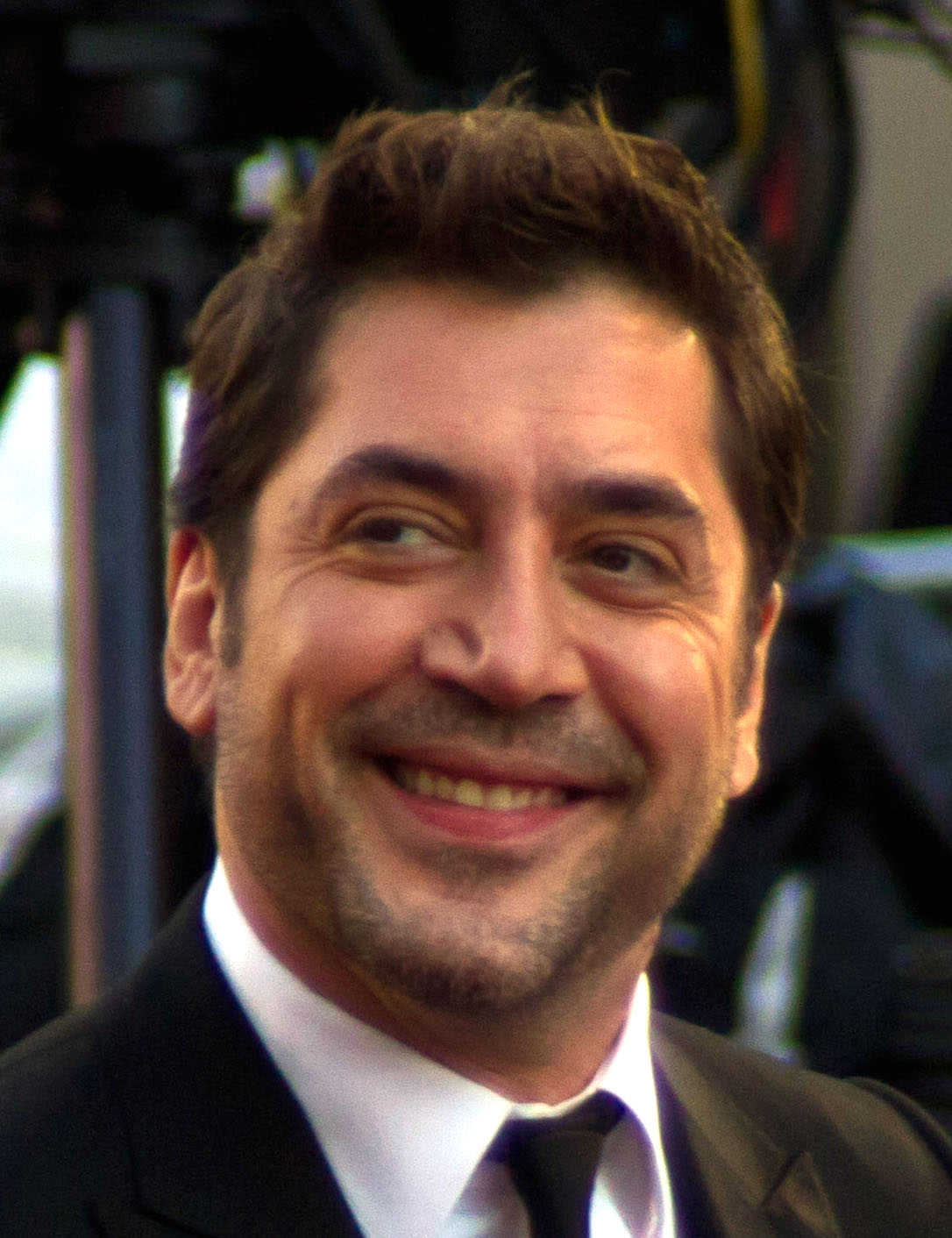
Javier Bardem als Captain Salazar
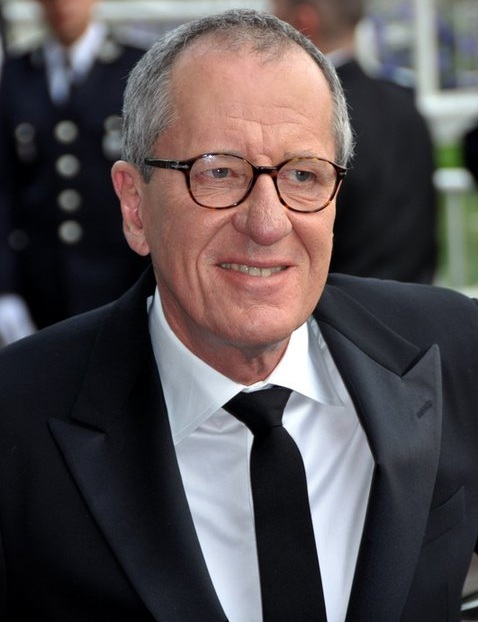
Geoffrey Rush als Hector Barbossa
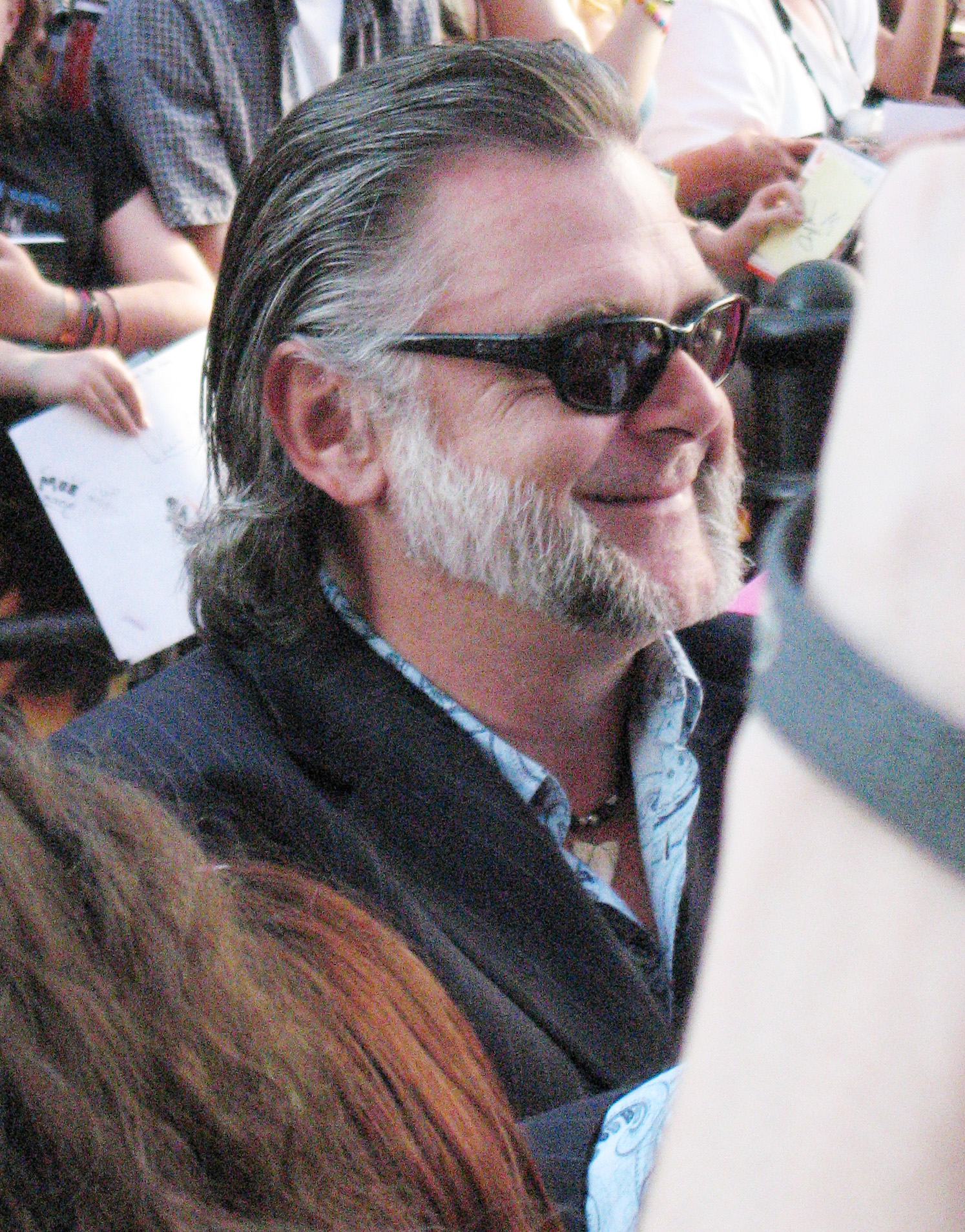
Kevin McNally als Joshamee Gibbs
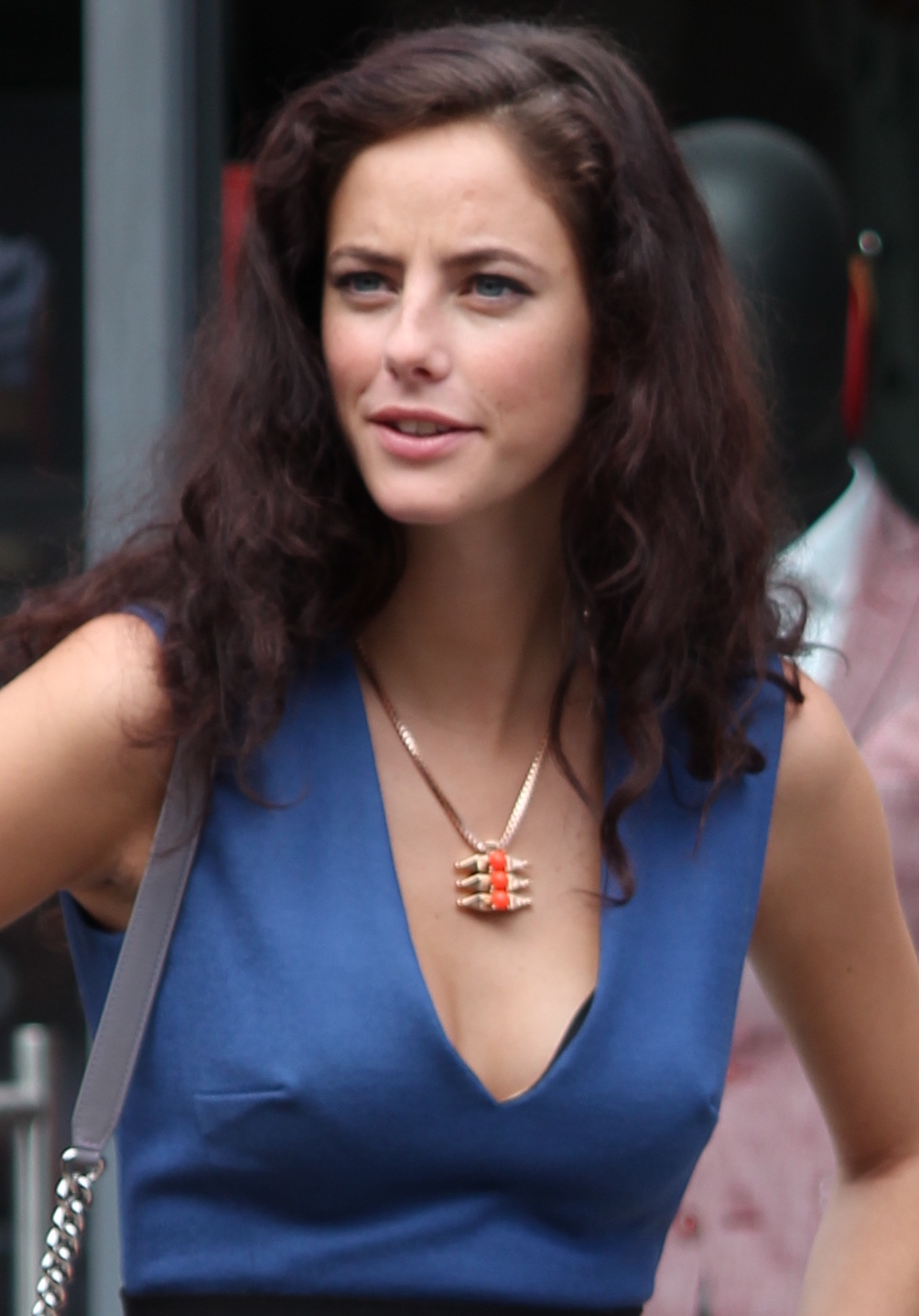
Kaya Scodelario als Carina Smyth
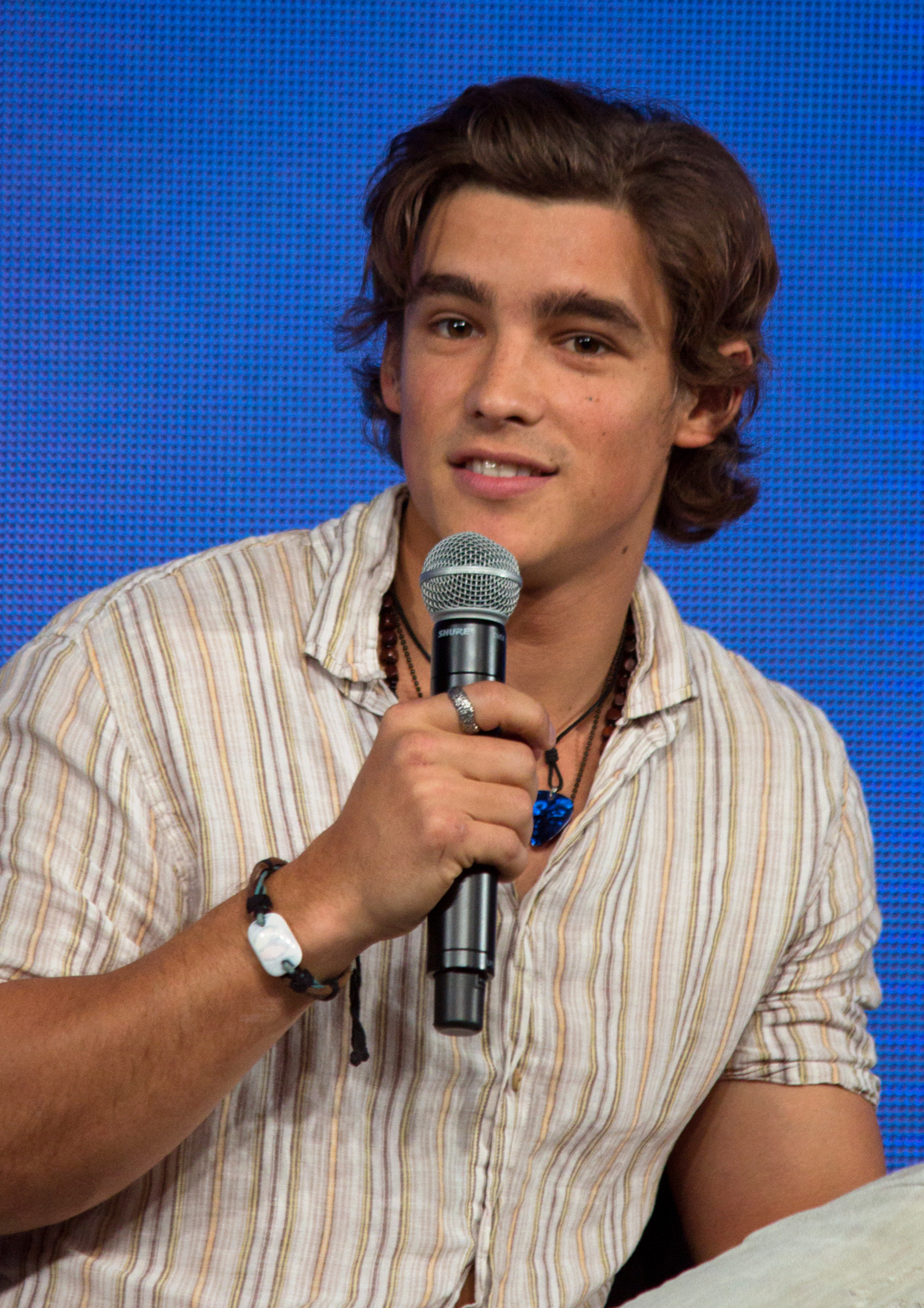
Brenton Thwaites als Henry Turner
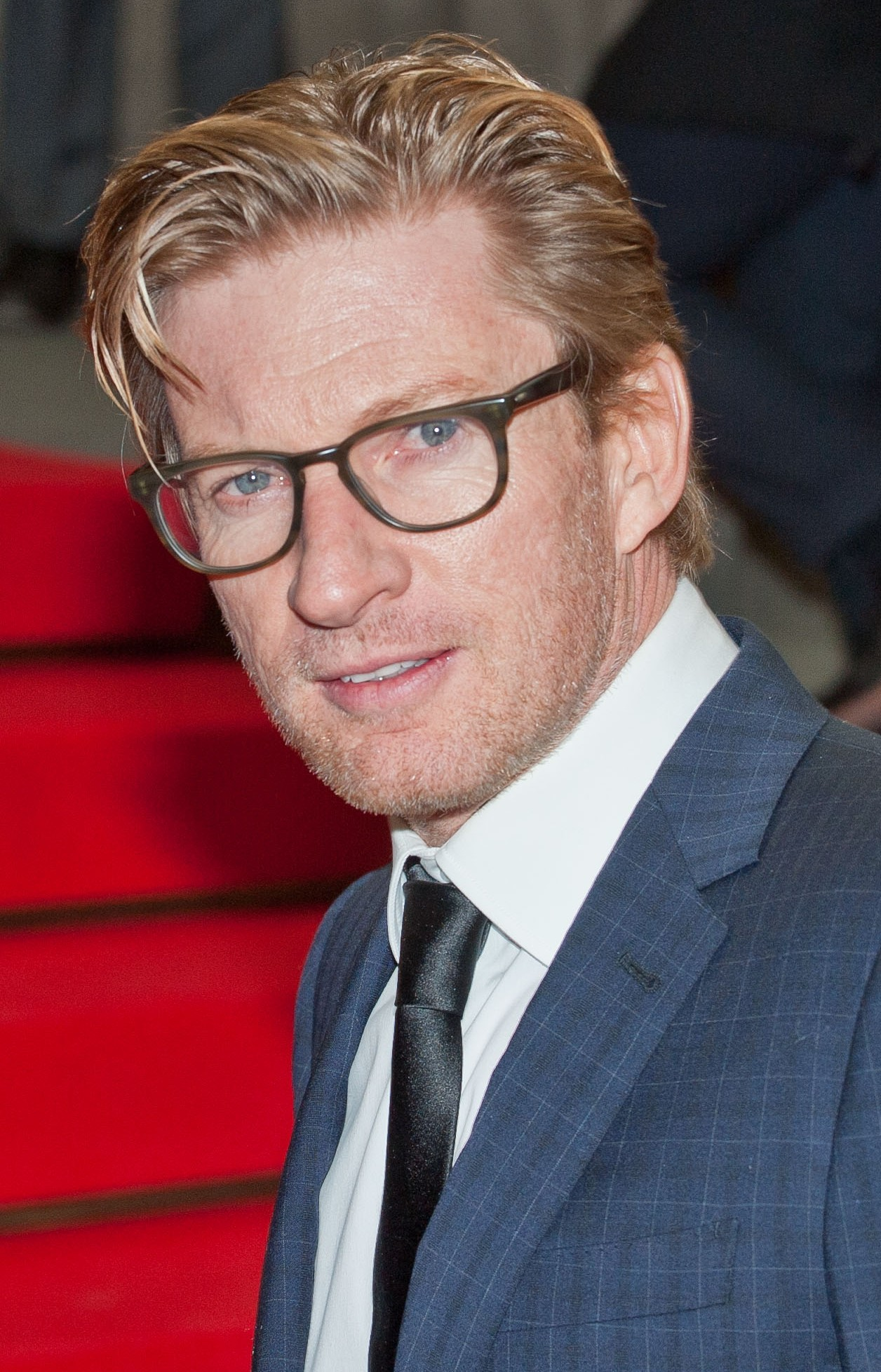
David Wenham als Scarfield
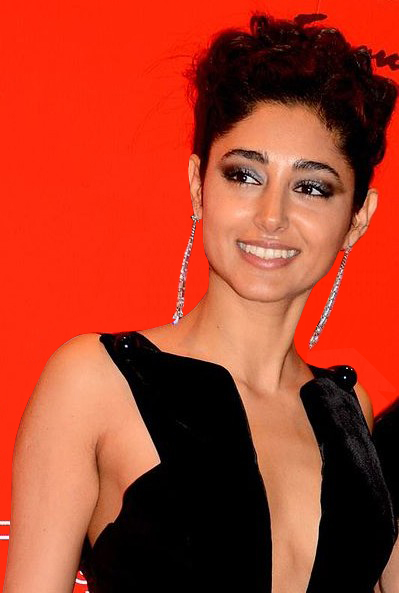
Golshifteh Farahani als Shansa
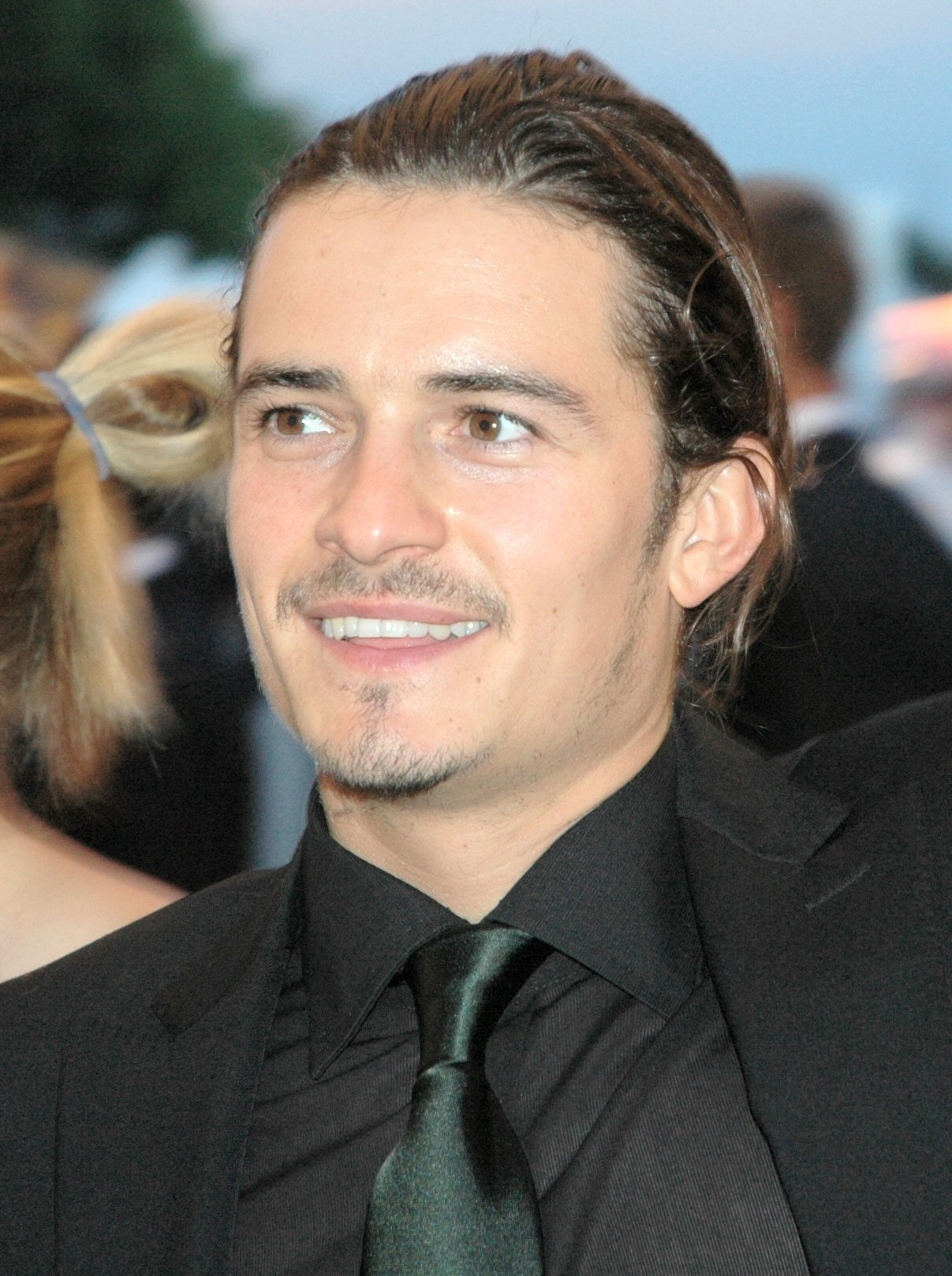
Orlando Bloom als Will Turner
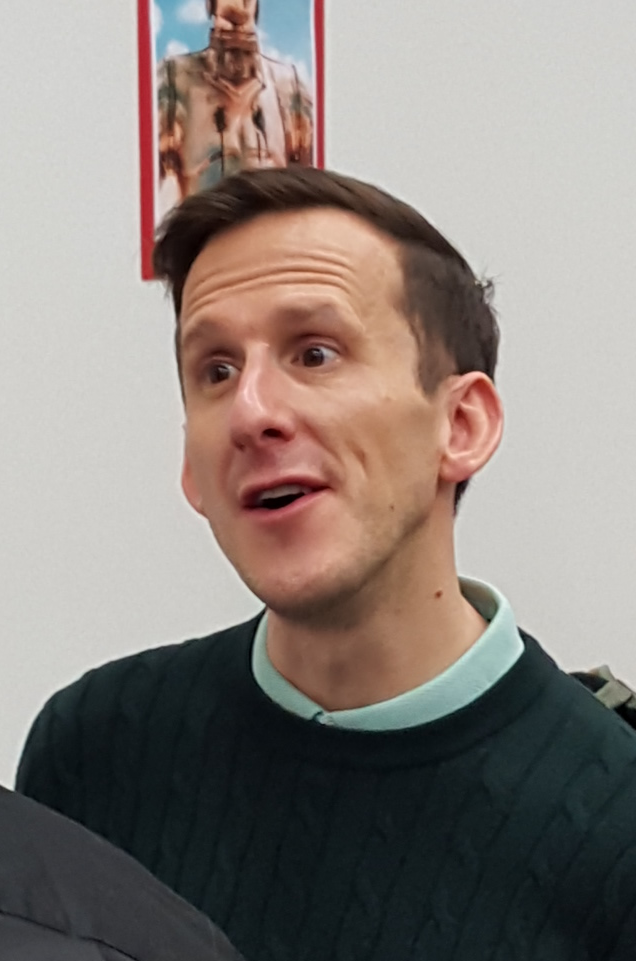
Adam Brown als Cremble
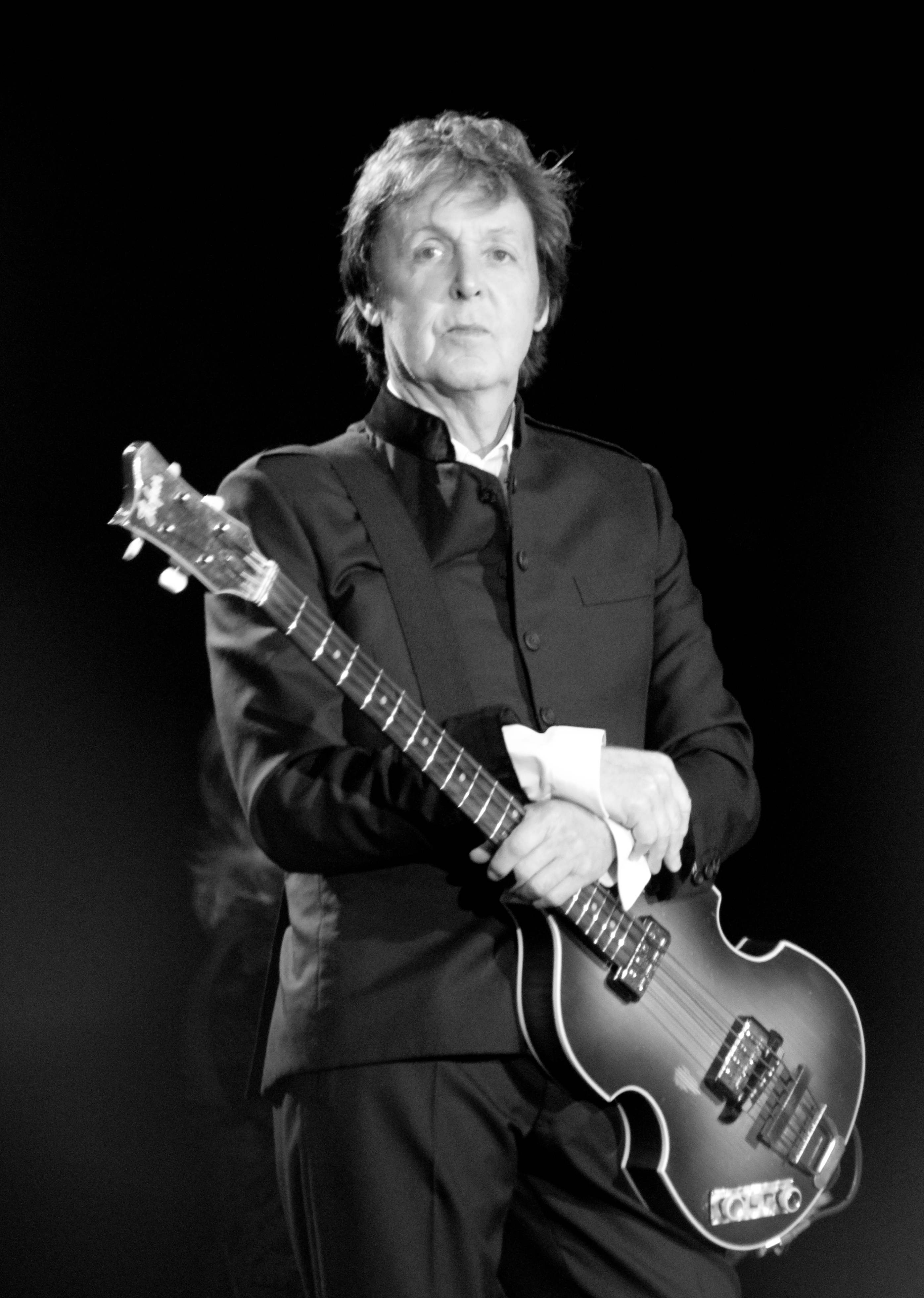
Paul McCartney als Onkel Jack
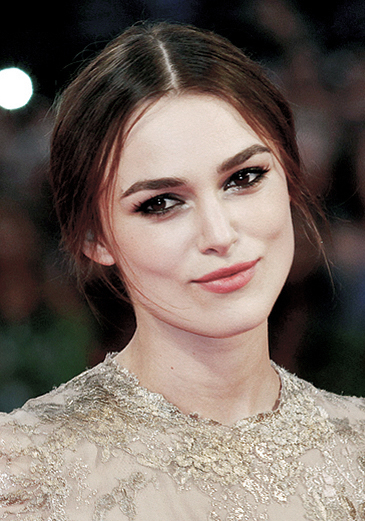
Keira Knightley als Elizabeth Swann

### Dreharbeiten
Der Film wurde ausschließlich in Australien gedreht. Die Vorproduktion soll dort Ende September 2014 begonnen haben, sodass am 17. Februar 2015 die Dreharbeiten beginnen konnten. Die Schiffsszenen wurden dabei vor Greenscreen in Helensvale, Queensland, gedreht. In Maudsland, Queensland, wurde eigens für den Dreh ein Dorf errichtet.
Am 10. März 2015 verletzte sich Depp an der Hand und wurde zur Behandlung in die Vereinigten Staaten geflogen. Als alle Szenen, die ohne Depp gedreht werden konnten, gedreht wurden, mussten etwa 200 Crewmitglieder zwei Wochen auf Depps Rückkehr warten, damit die Arbeiten fortgesetzt werden konnten. Am 21. April kehrte der Hauptdarsteller schließlich zu den Dreharbeiten zurück.

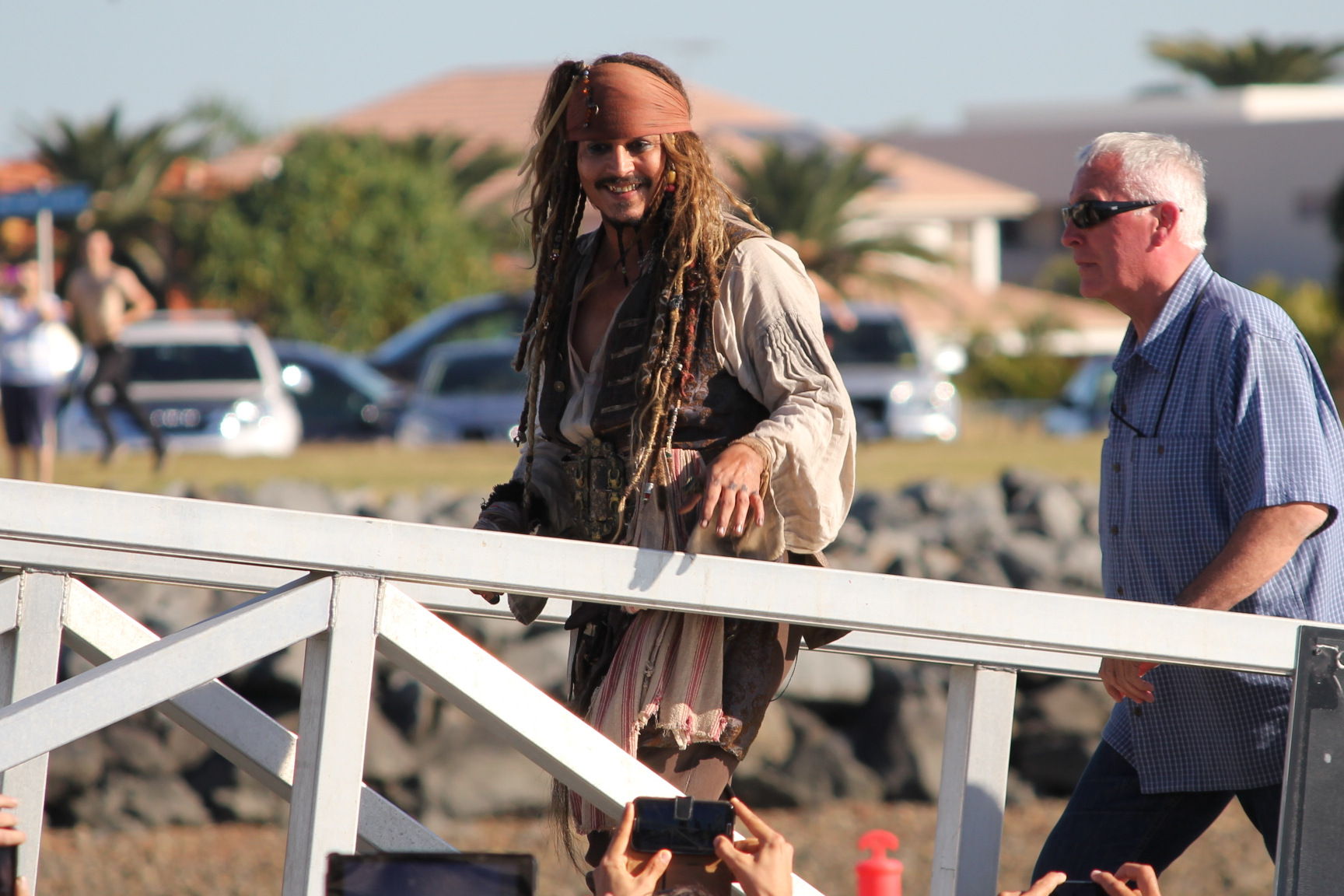
Johnny Depp bei den Dreharbeiten in Queensland (Juni 2015)

Vom 30. März bis zum 15. Juni 2015 wurden Szenen, für die man mit Gewässern arbeiten musste, in Doug Jennings Park in Southport gedreht. Wegen starken Seegangs wurden die Dreharbeiten jedoch in der Raby-Bucht in Redland City fortgesetzt. Auch in Lenox Head in New South Wales soll zwischenzeitlich gedreht worden sein. Vom 21. bis 23. Juni wurden Szenen gedreht mit einem Pottwal in Hastings Point, New South Wales. Nur noch wenige Darsteller reisten im Juli zu den Whitsunday Islands mit, wo die letzten Szenen gedreht werden sollten.
Während der Dreharbeiten protestierten Tierschützer gegen das Filmprojekt, als zwei Kapuzineraffen aus Kalifornien nach Australien zu den Arbeiten geflogen wurden. Die Aktivisten meinten, dass die unnatürliche Umgebung den Affen gesundheitlich schaden könne.

### Synchronisation
Die deutsche Synchronisation übernahm die FFS Film- & Fernseh-Synchron in Berlin, nach einem Dialogbuch und unter der Dialogregie von Axel Malzacher. Sämtliche Schauspieler aus Vorgängerfilmen wurden mit denselben Sprechern besetzt. Die Umbesetzung von Marcus Off zu David Nathan erfolgte bereits beim vierten Film.
| Rolle              | Darsteller          | Deutscher Sprecher   |
| ------------------ | ------------------- | -------------------- |
| Capt. Jack Sparrow | Johnny Depp         | David Nathan         |
| Capt. Salazar      | Javier Bardem       | Carlos Lobo          |
| Capt. Barbossa     | Geoffrey Rush       | Martin Umbach        |
| Henry Turner       | Brenton Thwaites    | Max Felder           |
| Carina Smyth       | Kaya Scodelario     | Maximiliane Häcke    |
| Joshamee Gibbs     | Kevin McNally       | Bert Franzke         |
| Scrum              | Stephen Graham      | Olaf Reichmann       |
| Lt. Scarfield      | David Wenham        | Sven Hasper          |
| Shansa             | Golshifteh Farahani | Sanam Afrashteh      |
| Marty              | Martin Klebba       | Michael Iwannek      |
| Cremble            | Adam Brown          | Nic Romm             |
| Mullroy            | Angus Barnett       | Stefan Fredrich      |
| Murtogg            | Giles New           | Gerald Schaale       |
| Will Turner        | Orlando Bloom       | Matthias Deutelmoser |
| Onkel Jack         | Paul McCartney      | Michael Tietz        |

## Rezeption

### Kritiken
Von 242 Kritiken auf Rotten Tomatoes waren lediglich 30 Prozent positiv. Dort heißt es übereinstimmend: „Pirates of the Caribbean: Salazars Rache beweist, dass weder ein Wechsel der Regisseure noch ein untoter Javier Bardem ausreichen, um den düsteren Quatsch des sinkenden Franchises zu entwässern.“
Susan Vahabzadeh schrieb in der Süddeutschen Zeitung: „Wer Jack Sparrow liebt, wird ihm auch auf seiner fünften Reise folgen – diesmal jagen er und der Sohn von Elizabeth und Will Turner einem Dreizack hinterher und begegnen dabei einem halb-verwesten Javier Bardem, der gerne wieder unter die Lebenden will. Die Handlung wird von den Regisseuren Joachim Rønning und Espen Sandberg ein wenig stringenter sortiert als in den letzten Filmen der Piraten-Reihe, aber am wichtigsten ist sowieso, dass Johnny Depp als Sparrow schön charmant durch die Karibik torkelt. Und sterbenden Figuren muss man nicht lange nachweinen – in Jack Sparrows Piratenuniversum ist der Tod sowieso nicht notwendigerweise endgültig.“
Der film-dienst urteilte: „Der fünfte Teil des „Pirates of the Caribbean“-Franchise bietet das vertraut ausufernde Spektakel-Kino, festgemacht an einer Schatzsuche, die stark an den ersten Film der Reihe („Fluch der Karibik“, 2003) erinnert. Das macht den Abenteuerfilm nicht gerade originell, immerhin aber dramaturgisch konzentrierter als frühere Fortsetzungen.“

### Einspielergebnis
Den Produktionskosten in Höhe von 230 Millionen US-Dollar stehen rund 795 Millionen US-Dollar gegenüber, die der Film weltweit einspielen konnte.
Der Film besetzt in der Liste der erfolgreichsten Filme ohne Inflationsbereinigung Platz 109 (Stand: 19. April 2025).